# 로비고도
로비고도(이탈리아어: Provincia di Rovigo)는 이탈리아 베네토주의 도이다. 도청 소재지는 로비고이다. 북쪽으로는 베로나도, 파도바도, 베네치아도, 남쪽으로는 페라라도, 서쪽으로는 만토바도, 동쪽으로는 아드리아해와 마주하고 있다.

## 지리와 인구

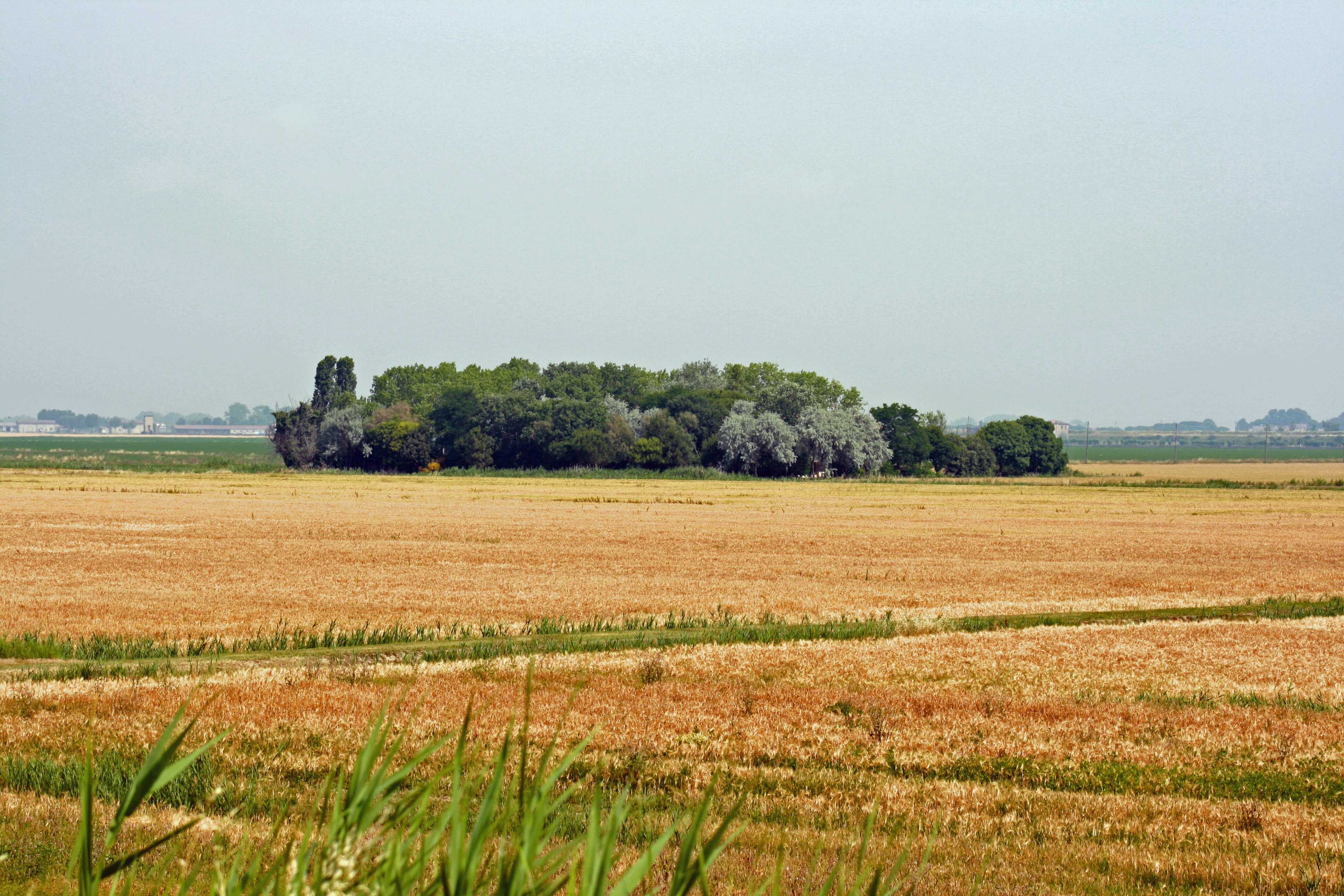
포 디 고로와 포 디 뇨카 사이의 전원 지역

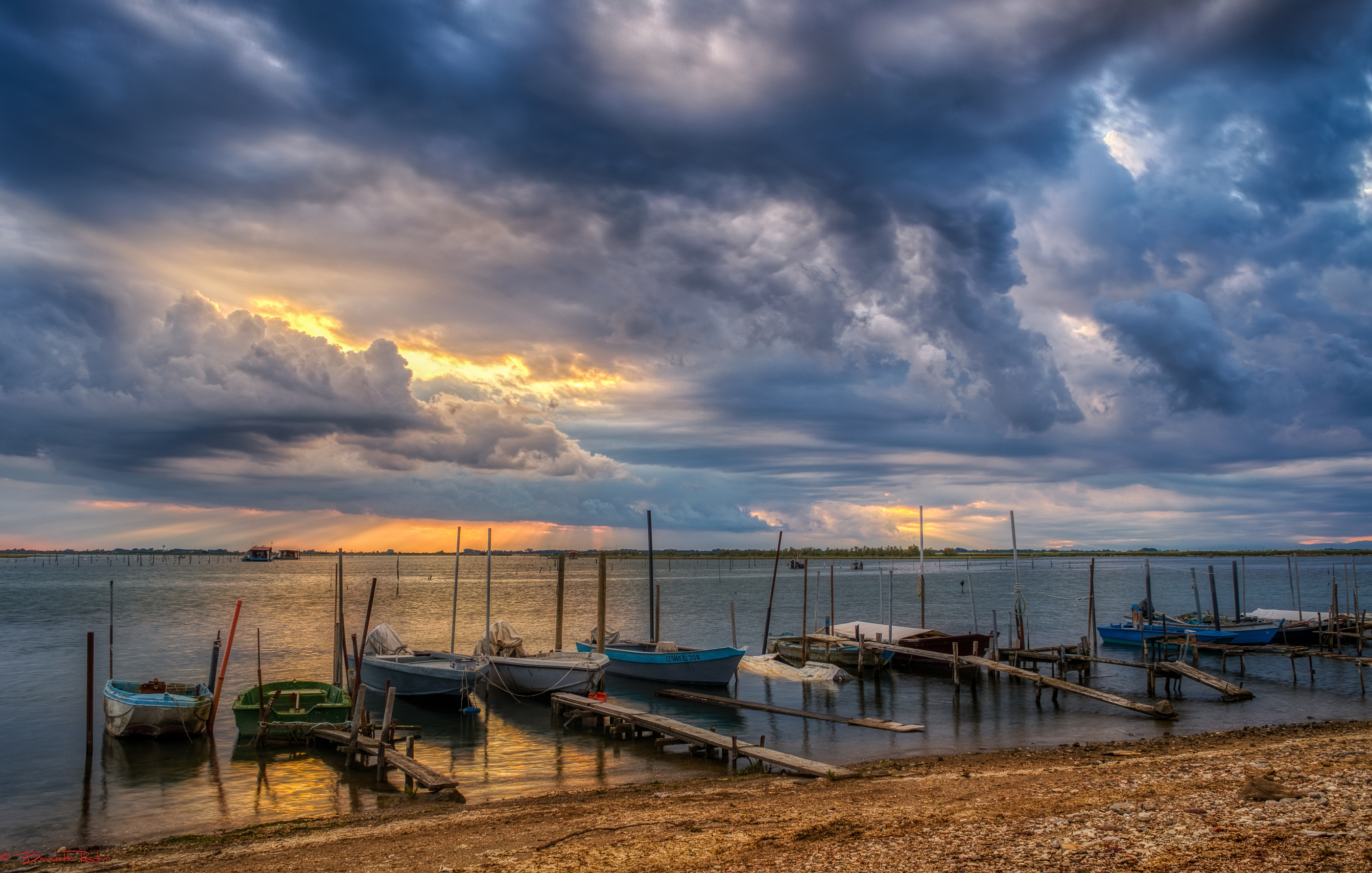
칼레리 석호

로비고도는 폴레시네와 상응 또는 완전히 일치한다.
면적은 1,789 제곱킬로미터 (691 mi2)이고 총 인구는 244,062 명이다 (2014). 로비고도는 평야 지대로, 이곳의 해발은 −2 ~ 15m이다.
북쪽 경계는 카바르체레 (베네치아도)지역을 제외한, 바디아 폴레시네에서 시작되어 바다까지 이어지는 아디제강을 따라 형성되어 있다. 남쪽 경계는 멜라라에서 시작하여 바다로 이어지는 포강을 따라 형성되어 있다. 로비고도는 관내에 포강의 삼각주가 위치해 있고 경계는 삼각주의 물길인 '포 디 고로' (Po di Goro)를 따라 형성되어 있다.
포강과 아디제강은 최근에 들어서 안정된 흐름을 가지게 되었다. 대지는 강물로 인한 침전물로 만들어져, 상대적으로 최근에 형성 되었고, 배수, 지하수 추출, 메탄 추출 등의 인간 활동과 더불어 자연적인 토양 압밀로 인해 침하가 일어나고 있다.
카날 비앙코는 로비고도를 가로지르는 유일한 강이다. 배수를 위한 다수의 운하가 도 내 파여 있는데 포강과 아디제강은 유량면에서 이탈리아에서 첫 번째 세 번째로 큰 강이기에 로비고는 이 막대한 유량을 해결해야만 했기 때문이었다. 주요 운하에는 콜레토레 파다노 (Collettore Padano), 케레솔로 (Ceresolo), 발덴트로 (Valdentro) 등이다.
역사적 중요성을 띠는 다른 하천들에는 아디제토 [Adigetto, 아디제강의 옛 유로(流路)], 포아초 [Poazzo, 포강의 옛 유로 (流路)], 포사 폴레셀라 (Fossa Polesella, 카날 비앙코를 포강과 연결하는 옛 물길) 등이 있다.
기후는 높은 습도를 띠는 온난 대륙 기후로, 여름날에는 무척 덥고 겨울철에는 안개가 자주 낀다. 강수는 평균적으로, 보통 봄과 가을에 비가 내린다.

## 지자체

로비고도 지도

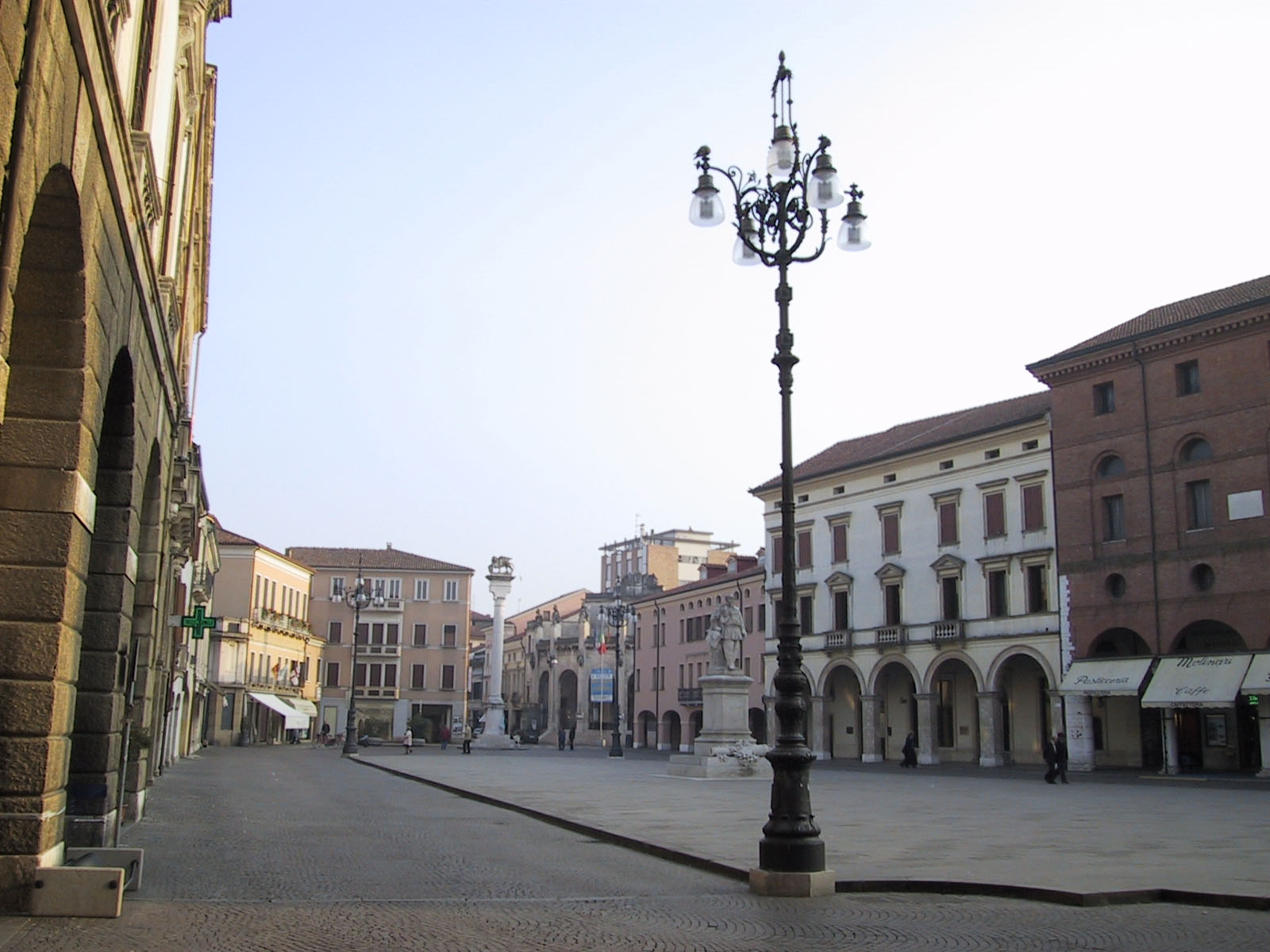
로비고

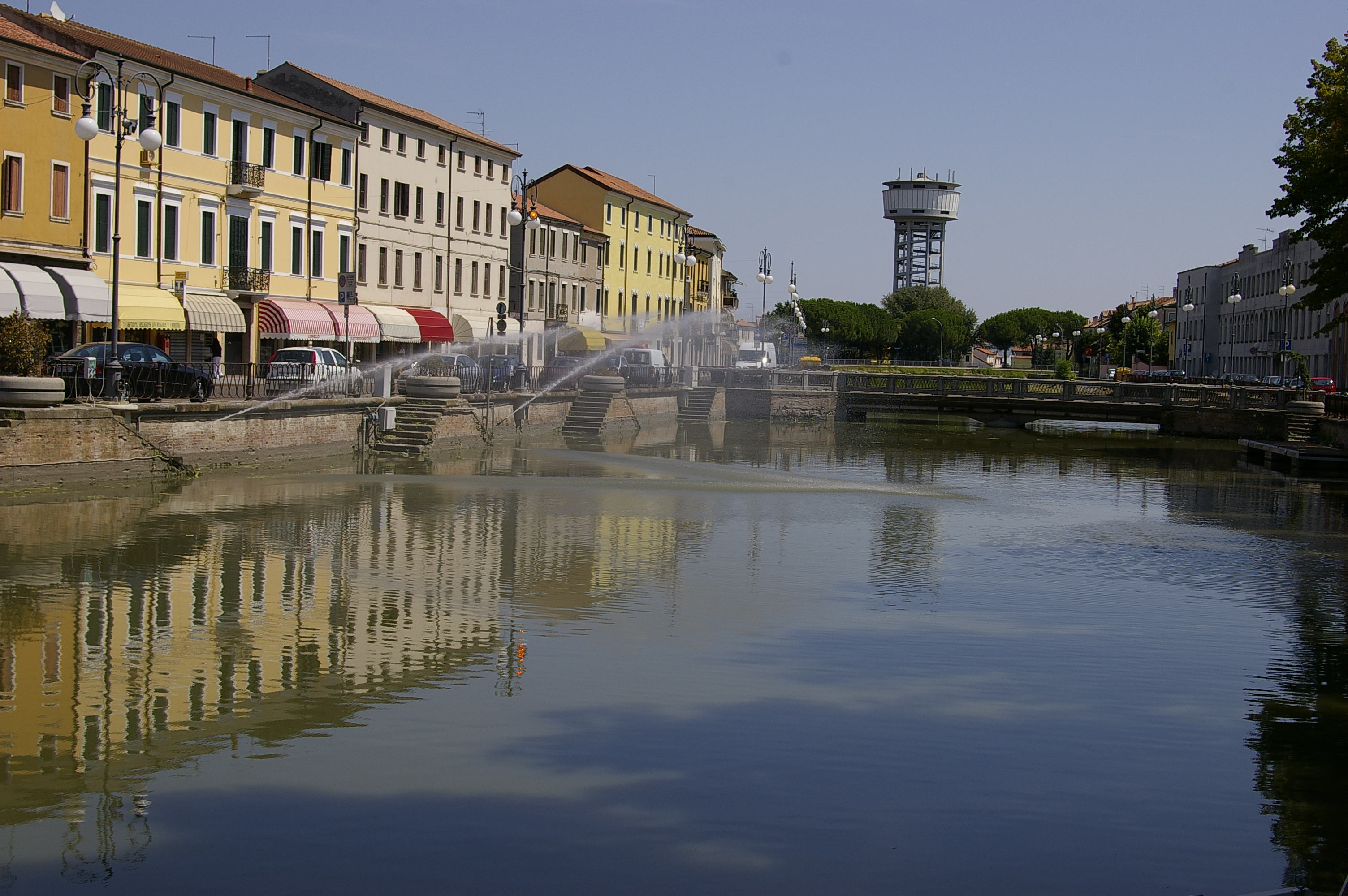
아드리아

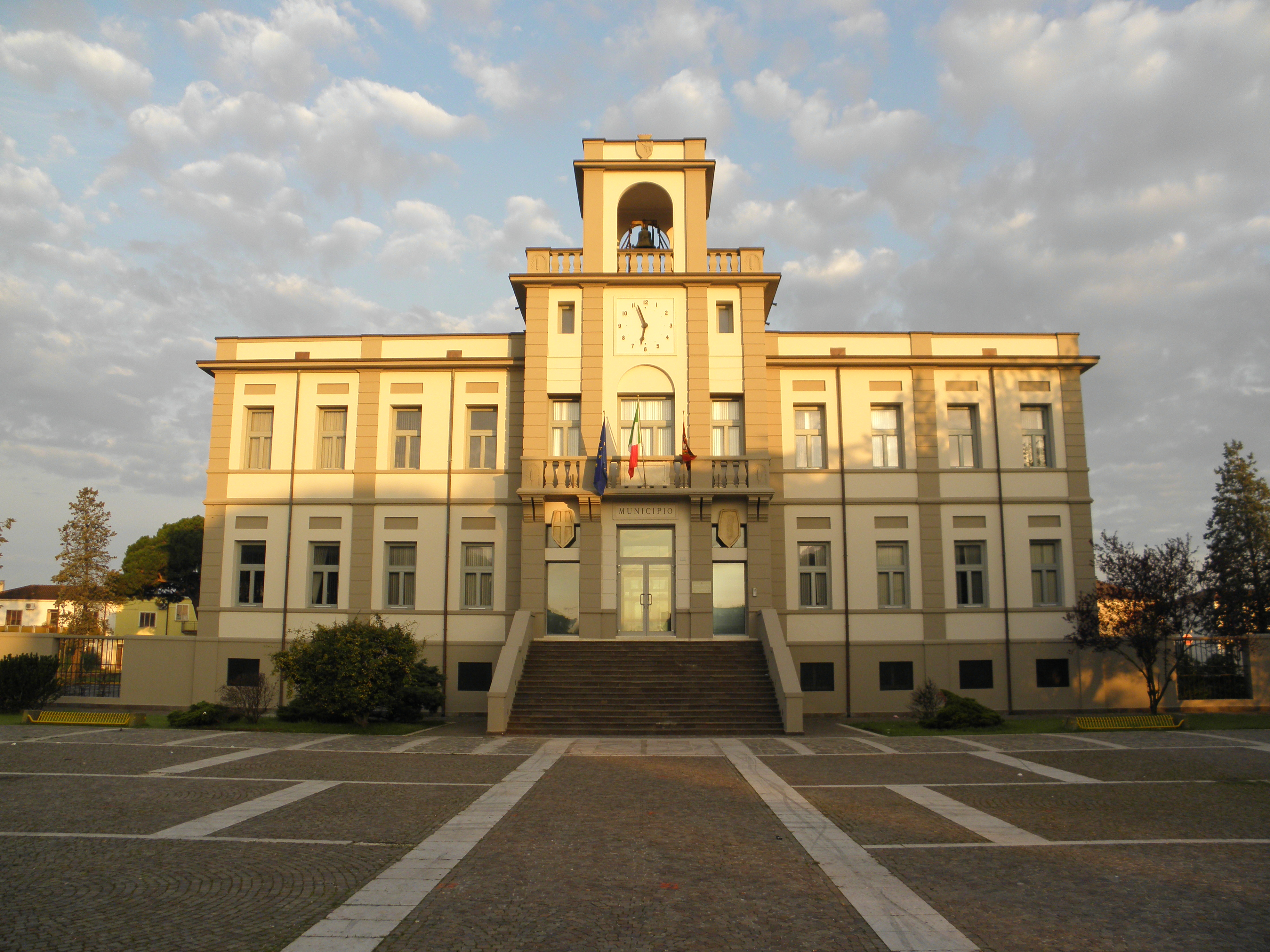
포르토비로

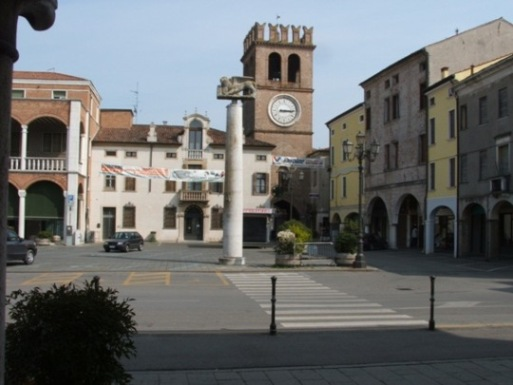
렌디나라

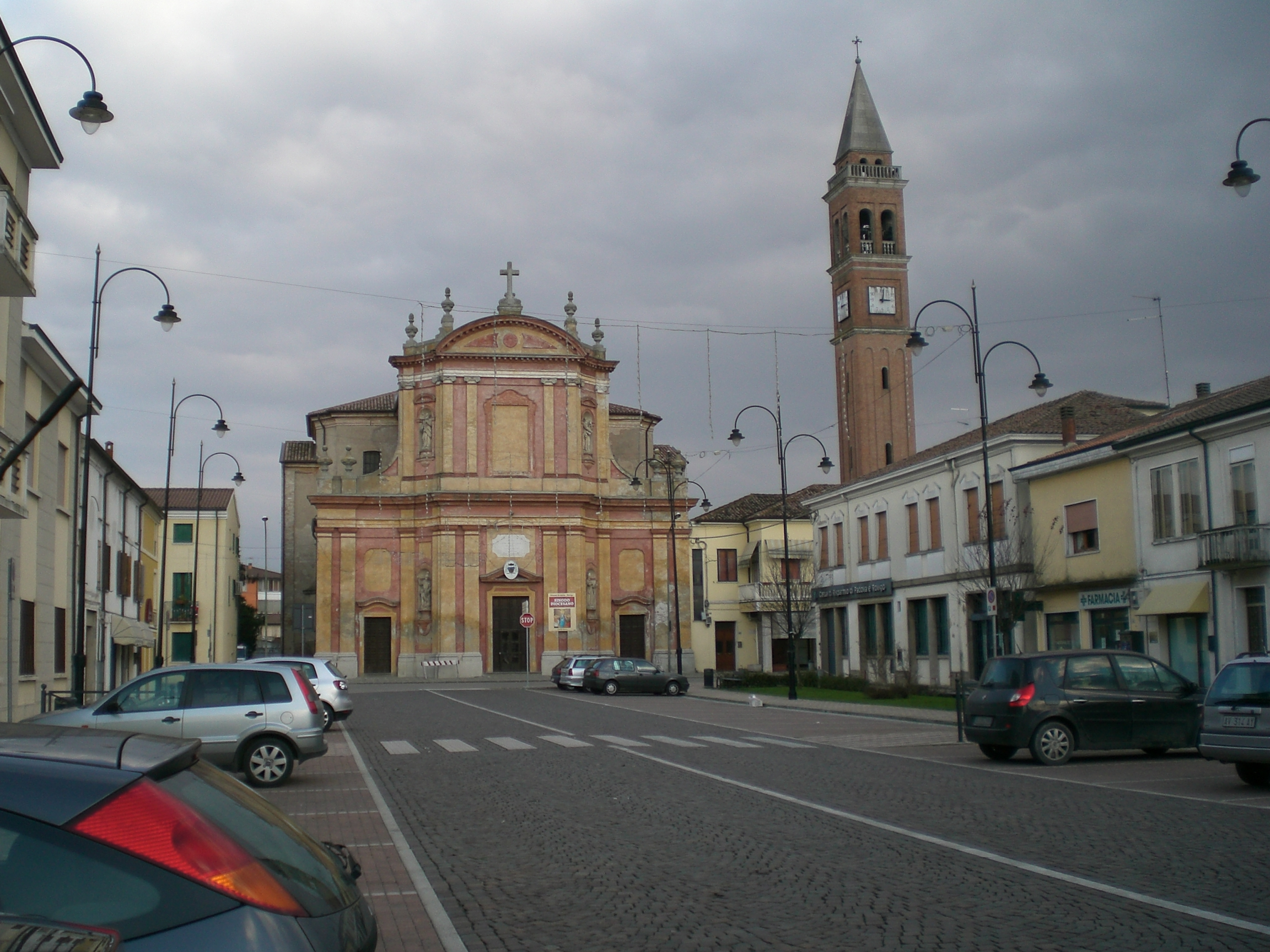
오키오벨로

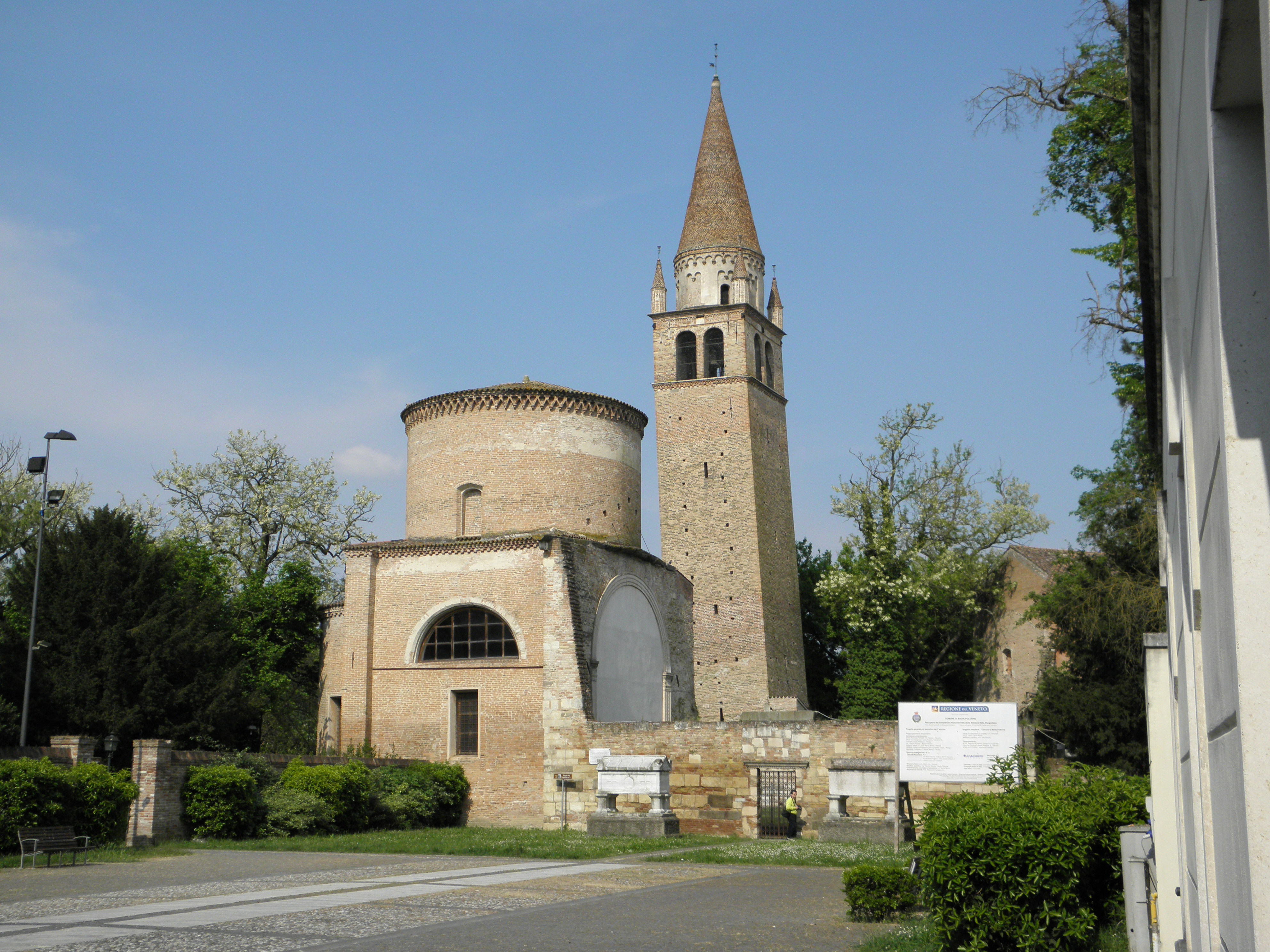
바디아폴레시네

2011년 기준, 인구에 따른 주요 코무네는 다음과 같다:
| '코무네'       | 인구 (명) |
| -------------- | --------- |
| 로비고         | 52,099    |
| 아드리아       | 20,069    |
| 포르토비로     | 14,470    |
| 렌디나라       | 12,006    |
| 오키오벨로     | 11,849    |
| 바디아폴레시네 | 10,780    |
| 포르토톨레     | 9,976     |
| 탈리오디포     | 8,445     |
| 로솔리나       | 6,510     |
| 빌라도세       | 5,185     |

로비고도를 이루고 있는 50개의 코무네는 다음과 같다:
- 아드리아
- 아리아노넬폴레시네
- 아르콰폴레시네
- 바디아폴레시네
- 바뇰로디포
- 베르간티노
- 보사로
- 칼토
- 카나로
- 칸다
- 카스텔굴리엘모
- 카스텔마사
- 카스텔노보바리아노
- 체네셀리
- 체레냐노
- 코르볼라
- 코스타디로비고
- 크레스피노
- 피카롤로
- 피에소움베르티아노
- 프라시넬레폴레시네
- 프라타폴레시네
- 가이바
- 가벨로
- 자차노콘바루켈라
- 구아르다 베네타
- 렌디나라
- 로레오
- 루시아
- 멜라라
- 오키오벨로
- 파포체
- 페토라차그리마니
- 핀카라
- 폴레셀라
- 폰테키오폴레시네
- 포르토톨레
- 포르토비로
- 로솔리나
- 로비고
- 살라라
- 산벨리노
- 산마르티노디베네체
- 스티엔타
- 탈리오디포
- 트레첸타
- 빌라도세
- 빌라마르차나
- 빌라노바마르케사나
- 빌라노바델게보

## 이주 문제
로비고도는 오늘날까지도 이주 현상이 벌어지고 있으며 젊은 사람들은 베네토와 이탈리아의 더 발전된 지역들로 여전히 이주를 하고 있다. 이는 이 지역의 고령화 현상을 불러 일으키고 있다. 또한 교외 지역에서 한층 발전된 도심으로 이주도 일어나고 있다.

## 대중교통

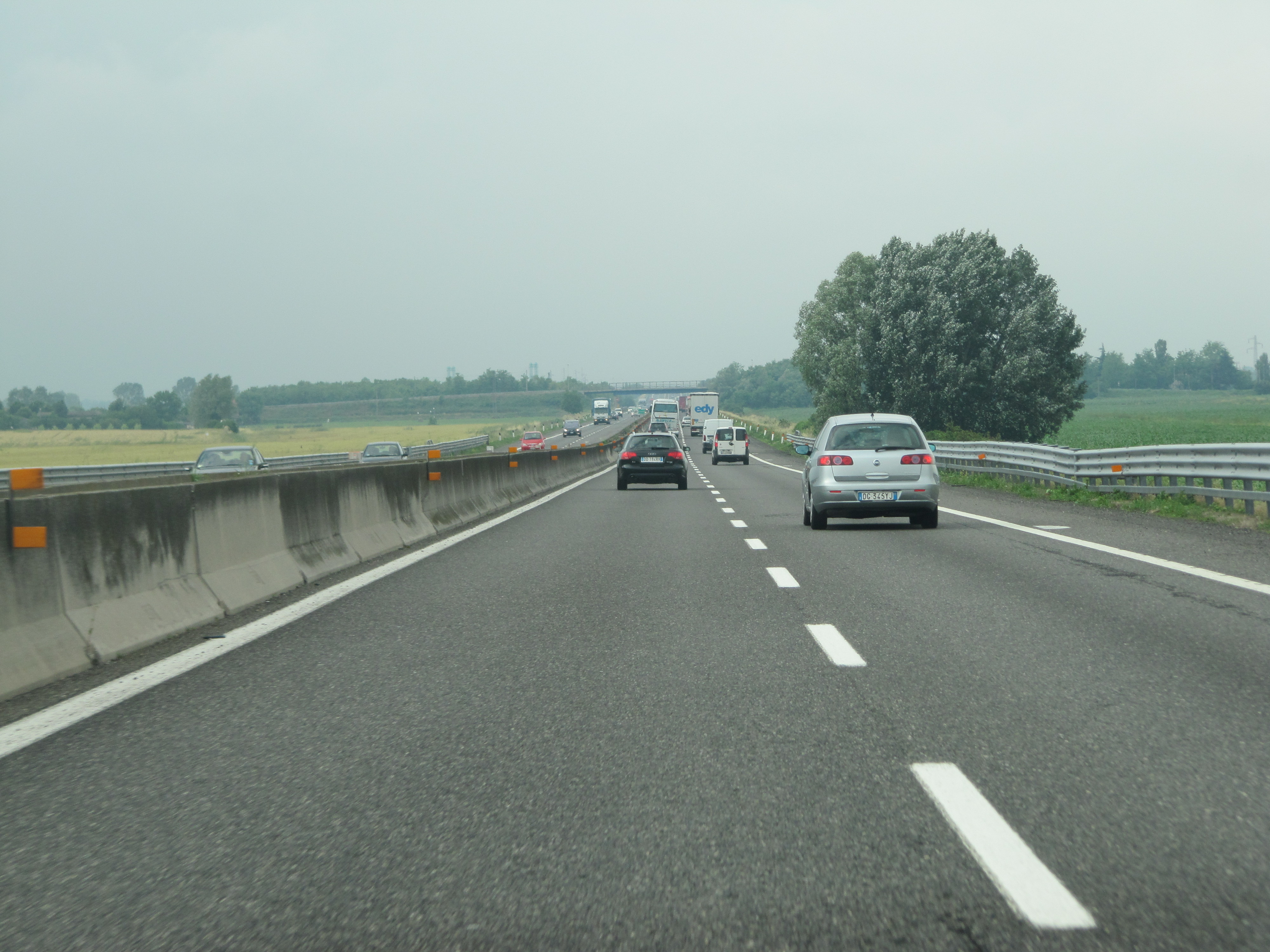
로비고 근처 아우토스트라다 A13

장거리 고속도로인 SS434 '트란스폴레사나'(Transpolesana)는 베로나와 로비고를 연결하고 로비고도의 서부 지역을 관통한다. 볼로냐와 파도바를 연결하는 아우토스트라다 A13 유료 고속도로, 바디아폴레시네 및 SS434 트란스폴레사나와 피오베네로케테를 연결하는 A31, 베네치아와 라벤나를 연결하는 SS309 로메아 지방도 등이 이 지역을 지나간다. 로비고 주에 위치한 A13 고속도로 출입구는 오키오벨로, 빌라마르차나-남 루비고, 로비고이며, A31 고속도로의 유일한 출입구는 바디아폴레시네와 SS434와의 종점 교차로이다. 로비고도를 지나가는 주요 철도에는 파도바-볼로냐 선, 로비고-키오자 선, 베로나-로비고 선 등이 있다.

## 역사

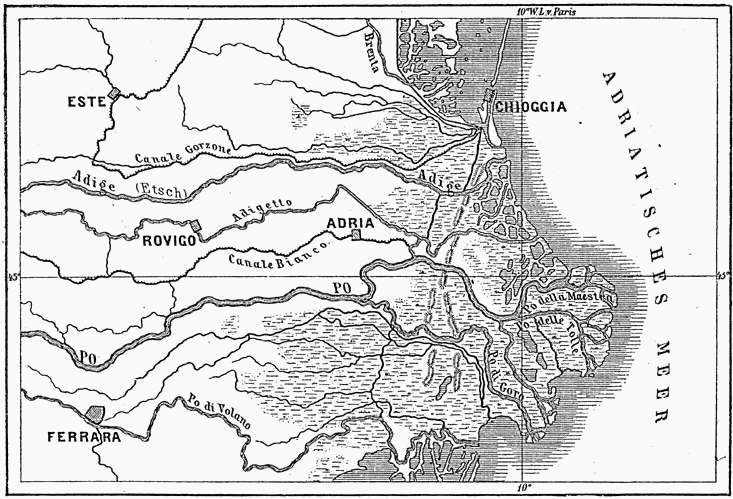
1885년 폴레시네의 중부와 동부. 현재 아디제강과 포강의 주 유로 참조.

로비고도는 그리스인들에 의해 처음 개척되었으며, 이들은 기원전 12-11세기에 식민 도시 아드리아를 세웠다. 기원전 6세기와 5세기 기간 에트루리아인과 베네티족이 이 지역에 거주하였고, 이후 로마인들이 거주했다. 중세 시대, 이 지역은 페라라 공국의 일부로서 에스테 가문의 지배를 받았으나, 로비고는 에스테 가문의 행정 구역은 아니었고, 포강 동쪽 지역는 '포데스테리아'가 하나 더 있었다.
페라라 전쟁 이후인 1484년에 베네치아 공화국이 폴레시네 북쪽을 다스리기 시작했다. 베네치아인들은 이곳 로비고로 중심으로 한 영토 (territorio)로 지정하며, 폴레시네에 처음으로 단일된 행정 구역을 이뤄냈다. 이 행정 구역을 로비고의 시작으로 볼 수 있으나, 당시의 영역은 오늘날보다는 작았는데 경계는 카날 비앙코를 기준으로 해서 이뤄졌으며 폴레셀라, 구아르다베네타, 아드리아, 포강 삼각주 등이 베네치아의 로비고 영토에 속했다.
1815년 빈 회의 이후 포강 이북의 모든 지역들은 롬바르디아 베네치아 왕국에 포함되며, 오늘날의 범를 이뤘다.

## 삼각주와 자연공원

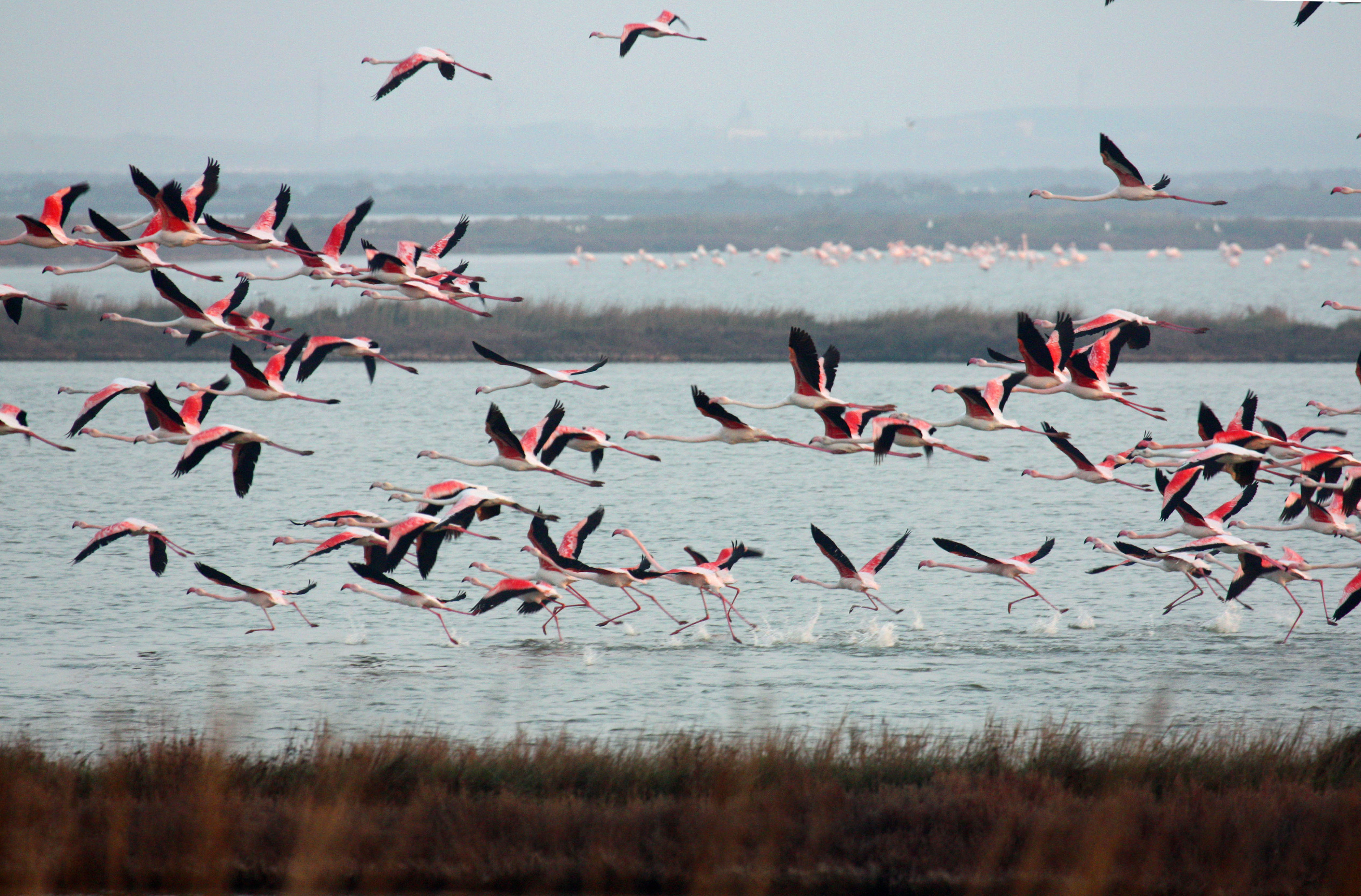
포강 삼각주의 플라밍고

동쪽 지역은 포강 삼각주에 해당하며, 강물이 여러 지류로 갈라지는 광범위한 지역이다. 포강 삼각주는 국가에서 법적으로 인정한 자연공원이기 때문에 보호 구역이기도 하다.

## 경제
로비고도는 활발한 농업, 그 중에서도 특히 밀, 옥수수, 쌀, 사탕무와 더불어 포도, 사과, 배, 복숭아, 토마토, 채소 재배가 특징이다.
로비고 및 도 내의 일부 중심지들에는 중소 규모의 공장들이 존재하며 주로 식품 가공 (대부분이 설탕 정제소), 금속가공, 대목, 섬유, 건설 및 건설 재료 공장들이다.
여러 수산양식장들이 포강 삼각주의 습지대에 설치되어 있다.
로비고도는 로솔리나마레 (Rosolina Mare), 로사피네타 (Rosa Pineta), 알바렐라섬(Isola di Albarella) 등 몇몇 유명한 휴양지들이 있다.